# Etienne Knoops
Etienne Joseph Jules Jean Knoops (Marchienne-au-Pont, 5 maart 1934) is een Belgisch voormalig politicus en minister voor de Rassemblement Wallon en de PRL.

## Levensloop
Knoops promoveerde tot doctor in de rechten (1956) en licentiaat in de economische wetenschappen (1957) aan de Katholieke Universiteit Leuven. Hij werd assistent van professor Dupriez van 1956 tot 1959. Vervolgens werd hij afgevaardigd bestuurder van de vennootschap MIROX (1959-1974) en bedrijfsconsulent (1975-1981).
In 1964 werd hij verkozen tot gemeenteraadslid voor de PSC in Charleroi, maar in 1968 verliet hij de partij om lid te worden van het Rassemblement Wallon. In 1976 verzette hij zich tegen de linksere koers van de partij en stapte hij over naar de PRL. Hij bleef gemeenteraadslid tot in 2012. Ook was hij van 1978 tot 1979 politiek secretaris van de PRL, van 1993 tot 2012 PRL- en MR-fractieleider in de gemeenteraad van Charleroi en van 1997 tot 2000 voorzitter van de PRL-federatie van het arrondissement Charleroi.
Hij werd verkozen tot lid van de Kamer van volksvertegenwoordigers in het arrondissement Charleroi: van 1968 tot 1974 voor het Rassemblement Wallon en van 1977 tot 1995 voor de PRL. Hierdoor was hij automatisch ook lid van de Cultuurraad voor de Franse Cultuurgemeenschap (1971-1980), de Waalse Gewestraad (1980-1995) en de Raad van de Franse Gemeenschap. Daarna was hij van 1995 tot 1998 lid van het Waals Parlement. Van 1974 tot 1977 zetelde hij in de Belgische Senaat als rechtstreeks gekozen senator voor het arrondissement Charleroi-Thuin. Van 1979 tot 1980 was hij PRL-fractieleider in de Franse Cultuurraad en van 1980 tot 1981 was hij PRL-fractieleider in de Kamer. 
Van 1974 tot 1988 doorliep hij bovendien een ministeriële carrière. Hij was achtereenvolgens staatssecretaris voor Economische Zaken (1974-1976), minister van Buitenlandse Handel (1976-1977), staatssecretaris voor Energie (1981-1985) en voor Middenstand (1983-1985), adjunct voor Financiën en Middenstand (1985) en staatssecretaris voor Buitenlandse Handel (1985-1988).
Sinds 2017 is hij lid van de Federale Deontologische Commissie.